# Stadtbahn van Bonn

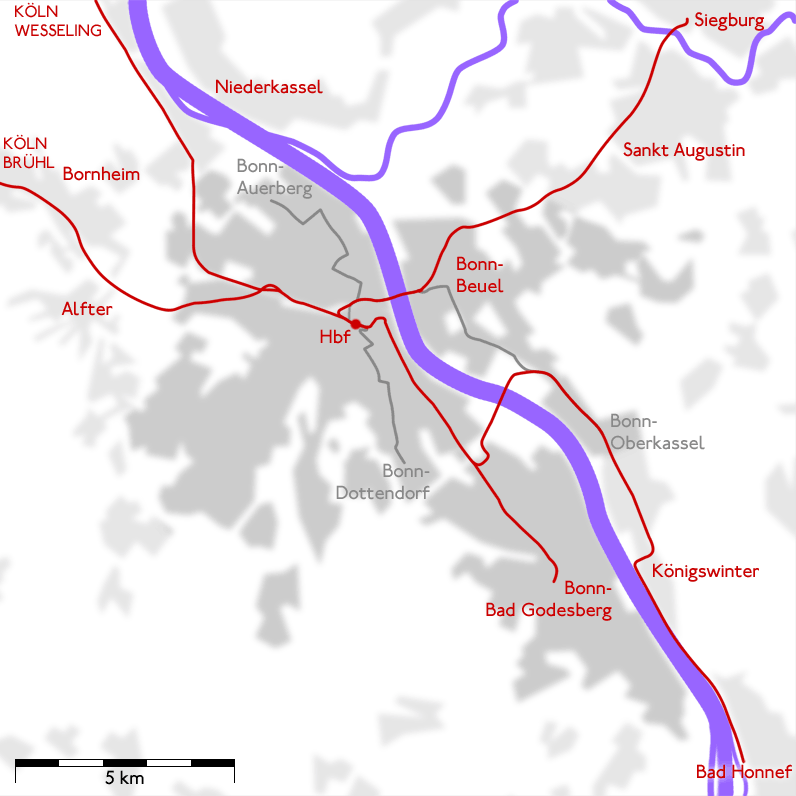
Lijnennet van de Stadtbahn Bonn

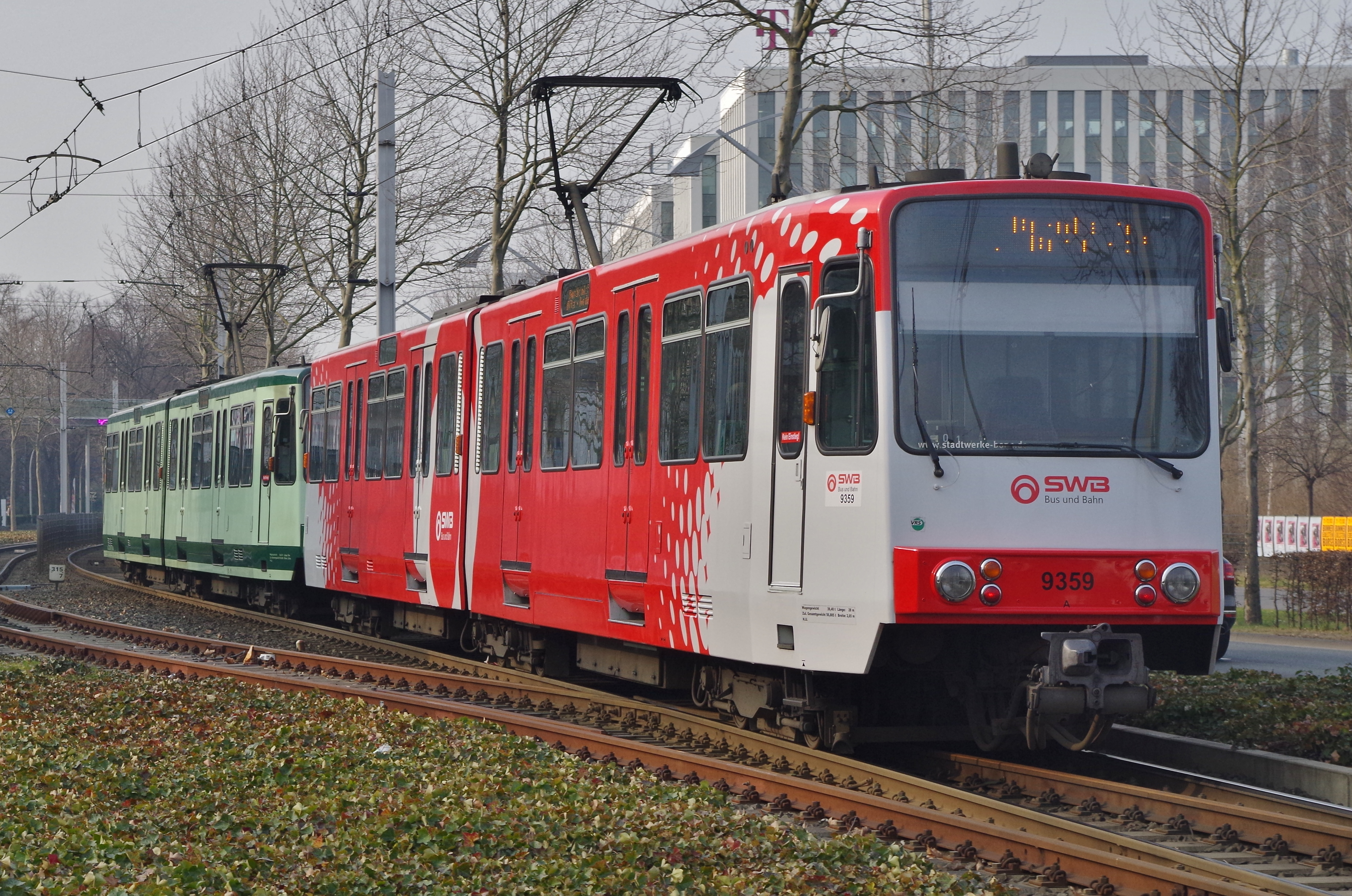
'Type B' in oude en nieuwe kleuren

De Stadtbahn van Bonn is een lightrailnetwerk dat de ruggengraat vormt van het openbaar vervoer in de Duitse stad Bonn. Het netwerk bestaat uit sneltramlijnen die in de stadscentra grotendeels in tunnels liggen en daarbuiten op viaduct of op maaiveld en daarbij veel gebruikmaken van vrije banen, in Duitsland Stadtbahn genoemd.
Op het hele netwerk rijden de voertuigen van het gemeentelijke vervoersbedrijf SWB Bus und Bahn en de Elektrischen Bahnen der Stadt Bonn und des Rhein-Sieg-Kreises (SSB). De Stadtbahn rijdt hoofdzakelijk met sneltrams van het type B en enkele van het type Swift. Het netwerk heeft een lengte van 125,36 kilometer. Daarvan is 95,84 km Stadtbahn en 29,52 km tramlijn. Van de 64 stations zijn 12 volwaardige semi-metrostations.

## Lijnennet
Het net omvat het Stadtbahnnetwerk in Bonn en het Rhein-Sieg-Kreis. Met vier lijnen (16, 18, 63 en 66) is het netwerk relatief klein. Voorts bestaan op bepaalde tijden nog een tweetal versterkingslijnen (67 en 68) met een afwijkende of ingekorte route. De sneltramlijnen 16 en 18 zijn verbonden met de stadtbahn van Keulen en worden gezamenlijk met de Kölner Verkehrs-Betriebe geëxploiteerd. Verder kent het net uitlopers naar Bad Godesberg, Bad Honnef en Siegburg. Gedeeltelijk worden de beide netwerken ook wel Stadtbahn Rhein-Sieg genoemd. 

### Stadstram

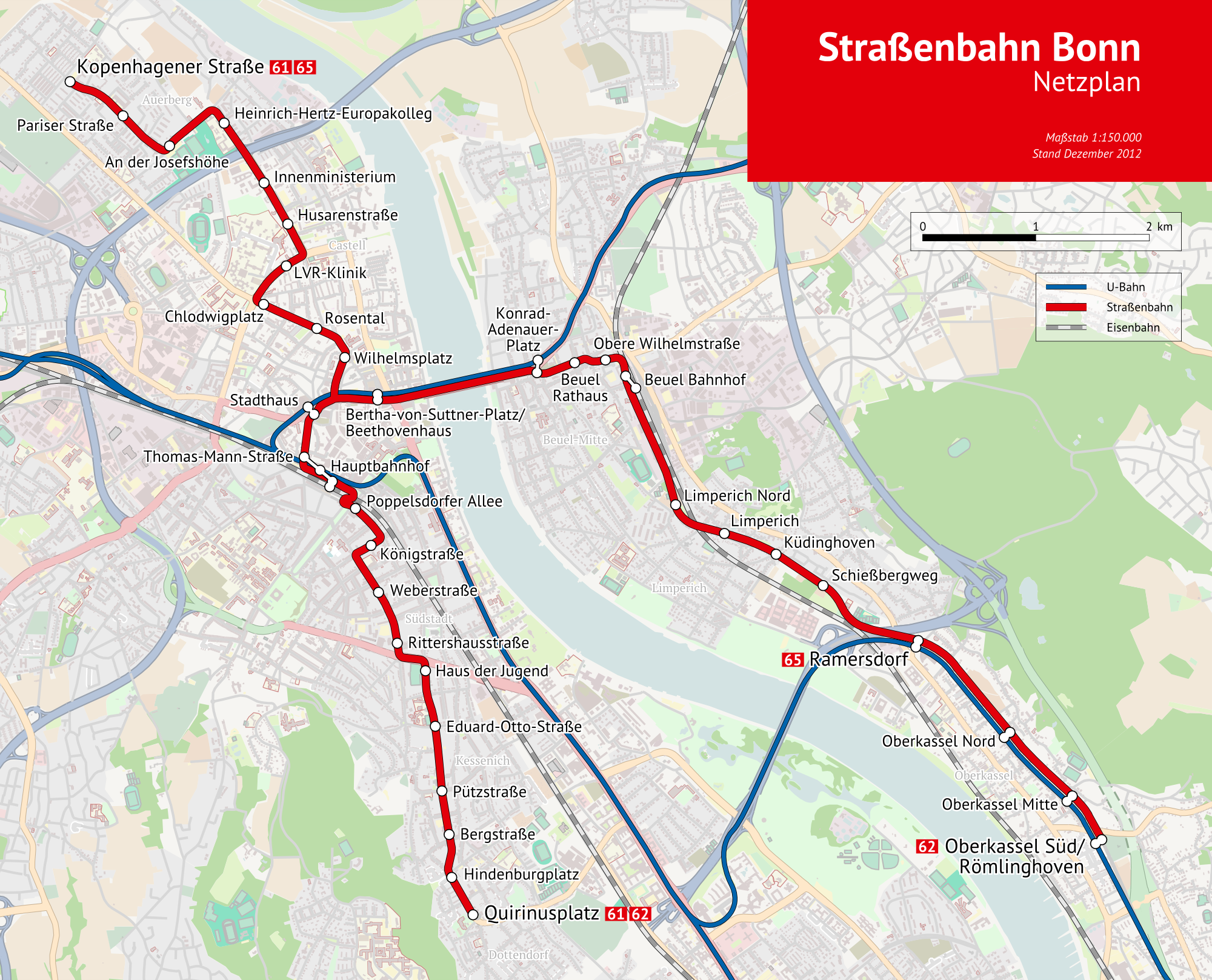
Tramlijnen in Bonn

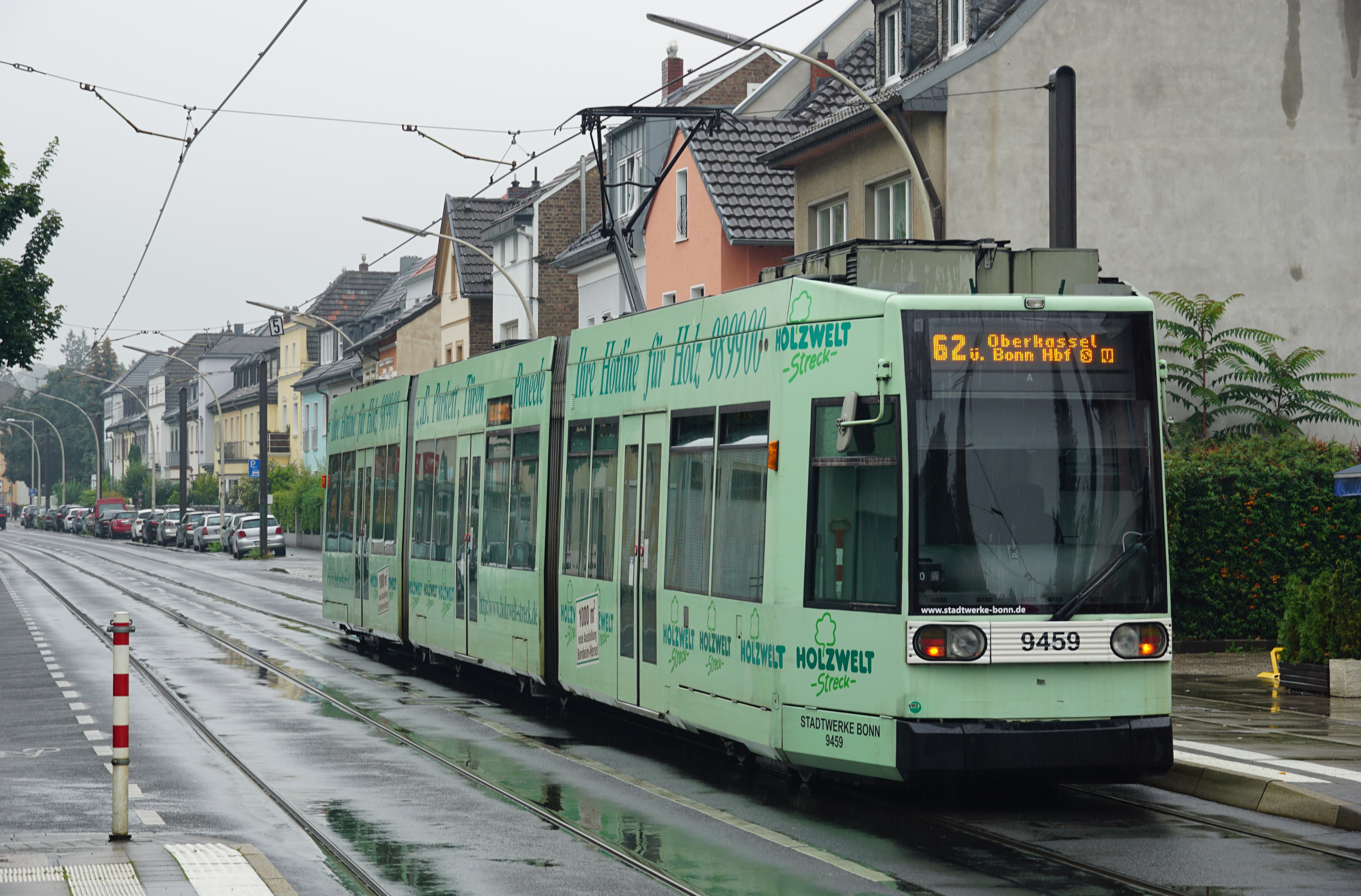
Lijn 62 in Bonn

Naast de Stadtbahn bestaat in Bonn ook nog een klein restant van het stadstramnetwerk dat op straat rijdt. Het net heeft de vorm van een "Y" die zich in het centrum vertakt in twee poten (lijn 61 en 62) waarmee de Stadtbahn een tweetal trajecten en een ondergronds station deelt. Voorts bestaat op bepaalde tijden nog een versterkingslijn 65 die beide poten van de Y met elkaar verbindt.
Van 1951-1971 bestond er ook een trolleybus in Bonn die eerdere tramlijnen had vervangen. 